# Division II i fotboll 1939/1940
Division II i fotboll 1939/1940 bestod av fyra serier, med 10 lag i varje serie. Det var då Sveriges näst högsta division. Varje serievinnare gick till kvalspel för att flyttas upp till Allsvenskan och de två sämsta degraderades till Division III. Det gavs 2 poäng för vinst, 1 poäng för oavgjort och 0 poäng för förlust.

## Serier

### Norra
| Nr | Lag                | S  | V  | O | F  | GM | IM | MS  | P  |
| -- | ------------------ | -- | -- | - | -- | -- | -- | --- | -- |
| 1  | Reymersholms IK    | 18 | 13 | 2 | 3  | 58 | 24 | +34 | 28 |
| 2  | Djurgårdens IF     | 18 | 10 | 6 | 2  | 39 | 17 | +22 | 26 |
| 3  | Gefle IF           | 18 | 10 | 3 | 5  | 47 | 32 | +15 | 23 |
| 4  | Värtans IK         | 18 | 9  | 3 | 6  | 33 | 25 | +8  | 21 |
| 5  | Ludvika FFI        | 18 | 8  | 5 | 5  | 40 | 33 | +7  | 21 |
| 6  | Nynäshamns IF (U)  | 18 | 7  | 3 | 8  | 34 | 43 | −9  | 17 |
| 7  | Sandvikens AIK (U) | 18 | 7  | 0 | 11 | 30 | 40 | −10 | 14 |
| 8  | IFK Västerås       | 18 | 4  | 5 | 9  | 25 | 41 | −16 | 13 |
| 9  | Ljusne AIK         | 18 | 4  | 3 | 11 | 25 | 39 | −14 | 11 |
| 10 | Enköpings SK       | 18 | 2  | 2 | 14 | 13 | 50 | −37 | 6  |

Reymersholms IK gick vidare till kvalspel till Allsvenskan och Ljusne AIK och Enköpings SK flyttades ner till division III. De ersattes av Hammarby IF från Allsvenskan och från division III kom Hofors AIF och Sundbybergs IK.

### Östra
| Nr | Lag                   | S  | V  | O | F  | GM | IM | MS  | P  |
| -- | --------------------- | -- | -- | - | -- | -- | -- | --- | -- |
| 1  | IFK Norrköping        | 18 | 13 | 3 | 2  | 46 | 15 | +31 | 29 |
| 2  | Surahammars IF        | 18 | 10 | 6 | 2  | 42 | 16 | +26 | 26 |
| 3  | IFK Eskilstuna        | 18 | 10 | 3 | 5  | 46 | 26 | +20 | 23 |
| 4  | Mjölby AIF            | 18 | 9  | 4 | 5  | 40 | 32 | +8  | 22 |
| 5  | Hallstahammars SK (N) | 18 | 10 | 1 | 7  | 39 | 29 | +10 | 21 |
| 6  | Skärblacka IF         | 18 | 6  | 3 | 9  | 32 | 38 | −6  | 15 |
| 7  | Husqvarna IF          | 18 | 6  | 3 | 9  | 25 | 40 | −15 | 15 |
| 8  | Finspångs AIK (U)     | 18 | 5  | 3 | 10 | 36 | 49 | −13 | 13 |
| 9  | IK Tord               | 18 | 5  | 3 | 10 | 28 | 54 | −26 | 13 |
| 10 | IFK Kumla (U)         | 18 | 0  | 3 | 15 | 19 | 54 | −35 | 3  |

IFK Norrköping gick vidare till kvalspel till Allsvenskan och IK Tord och IFK Kumla flyttades ner till division III. Från division III kom Örebro SK, Örebro FF och Åtvidabergs FF.
Skärblacka IF drogs sig efter säsongen ur division två för spel i division tre, de ersattes av Örebro IK, vilka i sin tur slog sig samman med IFK Örebro och IK Svenske och bildade Örebro FF.

### Västra
| Nr | Lag              | S  | V  | O | F  | GM | IM | MS  | P  |
| -- | ---------------- | -- | -- | - | -- | -- | -- | --- | -- |
| 1  | Degerfors IF (N) | 18 | 16 | 0 | 2  | 69 | 14 | +55 | 32 |
| 2  | Karlskoga IF     | 18 | 10 | 2 | 6  | 51 | 26 | +25 | 22 |
| 3  | Gais             | 18 | 9  | 3 | 6  | 48 | 31 | +17 | 21 |
| 4  | Skara IF (U)     | 18 | 10 | 1 | 7  | 41 | 29 | +12 | 21 |
| 5  | Varbergs BoIS    | 18 | 9  | 1 | 8  | 44 | 33 | +11 | 19 |
| 6  | Tidaholms GIF    | 18 | 8  | 3 | 7  | 33 | 37 | −4  | 19 |
| 7  | Deje IK          | 18 | 6  | 3 | 9  | 32 | 37 | −5  | 15 |
| 8  | Billingsfors IK  | 18 | 7  | 1 | 10 | 28 | 39 | −11 | 15 |
| 9  | Jonsereds IF     | 18 | 4  | 5 | 9  | 34 | 51 | −17 | 13 |
| 10 | IF Örnen (U)     | 18 | 1  | 1 | 16 | 15 | 98 | −83 | 3  |

Degerfors IF gick vidare till kvalspel till Allsvenskan och Jonsereds IF och IF Örnen flyttades ner till division III. De ersattes av Örgryte IS från Allsvenskan och från division III kom Arvika BK och Lundby IF.

### Södra
| Nr | Lag               | S  | V  | O | F  | GM | IM | MS  | P  |
| -- | ----------------- | -- | -- | - | -- | -- | -- | --- | -- |
| 1  | IS Halmia         | 18 | 13 | 3 | 2  | 57 | 21 | +36 | 29 |
| 2  | Malmö BI          | 18 | 9  | 5 | 4  | 31 | 22 | +9  | 23 |
| 3  | Halmstads BK      | 18 | 8  | 6 | 4  | 37 | 23 | +14 | 22 |
| 4  | IFK Värnamo       | 18 | 10 | 2 | 6  | 34 | 22 | +12 | 22 |
| 5  | BK Landora        | 18 | 9  | 4 | 5  | 42 | 32 | +10 | 22 |
| 6  | Olofströms IF (U) | 18 | 6  | 6 | 6  | 38 | 45 | −7  | 18 |
| 7  | IFK Malmö         | 18 | 5  | 5 | 8  | 35 | 39 | −4  | 15 |
| 8  | Höganäs BK        | 18 | 3  | 7 | 8  | 24 | 36 | −12 | 13 |
| 9  | IFK Trelleborg    | 18 | 2  | 7 | 9  | 23 | 43 | −20 | 11 |
| 10 | Ängelholms IF (U) | 18 | 1  | 3 | 14 | 17 | 55 | −38 | 5  |

IS Halmia gick vidare till kvalspel till Allsvenskan och IFK Trelleborg och Ängelholms IF flyttades ner till division III. Från division III kom IFK Kristianstad och Kalmar AIK.

## Kvalspel till Allsvenskan
| Lag 1           | Totalt | Lag 2          | Möte 1 | Möte 2 |
| Reymersholms IK | 5–7    | IFK Norrköping | 3–4    | 2–3    |
| Degerfors IF    | 4–3    | IS Halmia      | 1–0    | 3–3    |

IFK Norrköping och Degerfors IF till Allsvenskan 1940/41. Reymersholms IK och IS Halmia fick fortsätta spela i division II.